# Luperosaurus palawanensis
Espèce
Statut de conservation UICN

 DD  : Données insuffisantes
Luperosaurus palawanensis est une espèce de geckos de la famille des Gekkonidae.

## Répartition
Cette espèce est endémique de Palawan aux Philippines.

## Étymologie
Son nom d'espèce, composé de palawan et du suffixe latin -ensis, « qui vit dans, qui habite », lui a été donné en référence au lieu de sa découverte.

## Publication originale
- Brown & Alcala, 1978 : Philippine lizards of the family Gekkonidae. Silliman University, Dumaguete City, Philippines, vol. 1978, p. 1-146